# Município de Mohican (condado de Ashland, Ohio)
O município de Mohican (em inglês: Mohican Township) é um município localizado no condado de Ashland no estado estadounidense de Ohio. No ano de 2010 tinha uma população de 2.033 habitantes e uma densidade populacional de 26,09 pessoas por km².

## Geografia
O município de Mohican encontra-se localizado nas coordenadas 40° 45′ 47″ N, 82° 10′ 43″ O. Segundo a Departamento do Censo dos Estados Unidos, o município tem uma superfície total de 77.92 km², da qual 77.77 km² correspondem a terra firme e (0.19%) 0.15 km² é água.

## Demografia
Segundo o censo de 2010, tinha 2.033 habitantes residindo no município de Mohican. A densidade populacional era de 26,09 hab./km². Dos 2.033 habitantes, o município de Mohican estava composto pelo 98.97% brancos, o 0.05% eram afroamericanos, o 0.25% eram amerindios, o 0.15% eram asiáticos, o 0.05% eram insulares do Pacífico, o 0.25% eram de outras raças e o 0.3% pertenciam a dois ou mais raças. Do total da população o 1.23% eram hispanos ou latinos de qualquer raça.